# شرخ في المرآة
شرخ في المرآة  أو المرآة المكسورة أو المرآة المتصدعة (بالإنجليزية: The Mirror Crack'd from Side to Side أو The Mirror Crarck'd)‏، هي رواية تحقيق للكاتبة البريطانية أجاثا كريستي، تقع أحداثها في القرية الخيالية الإنكليزية سانت ماري ميد، وتقوم بحلها الآنسة ماربل.
جاء عنوان الرواية من قصيدة الشاعر الإنكليزي ألفرد لورد تينيسون سيدة شالوت.
تُرجمت هذه الرواية إلى العربية عدة مرات.

## ملخص الحبكة
خرجت جين ماربل أثناء تعافيها من المرض في نزهةٍ في شارع ماري ميد لكنها سقطت، وقابلت هيثر بادكوك، التي تنقلها إلى منزلها وتروي لها قصة لقائها مع الممثلة الأمريكية مارينا غريغ، التي انتقلت إلى إنجلترا لتلعب دور البطولة في فيلم عن إليزابيث إمبراطورة النمسا. تنظم غريغ وزوجها الأخير المنتج جيسون رود، حفلةً موسيقيةً في قاعة غوسينغتون تكريمًا لمنظمة سانت جون للإسعاف. وكان من بين الضيوف الحاضرين السيدة بانتري والممثلة لولا بروستر وصديق غريغ الشخصي أردويك فين وهيثر بادكوك وزوجها آرثر. دُعيَ الخمسة إلى غرفةٍ خاصةٍ للقاء مارينا والتقاط صور معها.
تشارك هيثر في مقابلةٍ مع غريغ، قصة لقائها معها في برمودا وحصولها على توقيعها، لاحظت السيدة بانتري نظرةً غريبةً على وجه غريغ. تأخذ السيدة بانتري بعد ذلك العديد من النساء الأخريات لمشاهدة التجديدات المُجراة على المنزل لكنها توقفت عند اكتشافها أن هيثر قد انهارت دون سبب. تموت هيثر رغم كل المحاولات لإنعاشها.
تُبلغ السيدة بانتري السيدة ماربل بما حدث في الحفل وتخبرها بالنظرة التي علت وجه مارينا، وتقارنها بعبارة من قصيدة الليدي شالوت لألفريد تينيسون. تولّى المفتش ديرموت كرادوك التحقيق، وعلم أن هيثر قد توفيت نتيجة تناولها ستة أضعاف الجرعة الموصى بها من المهدئ كالمو. كان الدواء قد انزلق في كأس غريغ ولكنها أعطته إلى هيثر بعد أن ضرب شخص ما ذراعها وتسبب بانسكابه.
يُفترض أن غريغ كانت هي الهدف المقصود، ويستمر كرادوك في الخوض في ماضيها المعقد. كانت غريغ يائسة من فكرة إنجاب طفل، وتزوجت عدة مرات لكنها لم تكن قادرة على الحمل. ثم تبنت ثلاثة أطفال لكنها أصبحت حاملاً وأنجبت ابنًا معاقاً عقلياً. كُشِف عن أحد الأطفال، وهي تُدعى مارغوت بينس، ضمن قاعة غوسينغتون في يوم الاحتفال لكنها تنكر قتل غريغ رغم كرهها لها.
قُتل شخصان آخران أثناء استمرار التحقيق، على مدار أربع وعشرين ساعة. إذ توفيت السكرتيرة الاجتماعية الخاصة برود، إيلا زيلينسكي، نتيجة التسمم بالسيانيد بعد أن تلوّثت الرذاذة التي استخدمتها لمعالجة الحمى بحمض الهيدروسيانيك. وفي وقتٍ لاحقٍ من تلك الليلة، تعرض الخادم الشخصي لغريغ، غوزيبي، لإطلاق النار مرتين في ظهره في غرفة نومه بعد أن قضى يومه في لندن وأودع مبلغ 500 جنيه إسترليني في حسابه المصرفي. أخبر أردويك فين المحقق أنه قد تلقى مكالمةً هاتفيةً قبل عدةٍ أيامٍ، اتُهم فيها بقتل هيثر، وتعرّف على هوية المتصل المجهول بأنه إيلا وذلك عندما عطست.
قالت منظفة منزل ماربل، شيري بيكر، أن صديقتها غلاديس، التي كانت خادمة في قاعة غوسنغتون يوم الاحتفال، أخبرتها بأنها تعتقد أن هيثر قد أسقطت الكوكتيل وأنها كانت ستقابل غوزيبي قبل وفاته. بعد إرسال غلاديس في إجازة إلى بورنموث واتصالها هاتفياً بالكنيسة، سافرت إلى قاعة غوسنغتون لتكتشف أن غريغ ماتت أثناء نومها نتيجة جرعة زائدة.
تعيد ماربل بوجود كرادوك ورود، إعادة بناء اللحظة التي روت فيها هيثر قصة لقائها مع غريغ في برمودا، واكتشفت في النهاية أن غريغ كانت هي القاتلة من البداية. كانت هيثر، التي عانت من الحصبة الألمانية في ذلك الوقت، مسؤولةً بشكلٍ غير مباشرٍ عن كون ابن غريغ معاقًا وعن معاناة غريغ نفسها من انهيار عصبي. عدّلت غريغ شرابها وأضافت له السم قبل أن تجعل هيثر تشربه، وحاولت بعد ذلك إقناع الجميع بأن الشراب المسموم كان مخصصًا لها وقتلت إيلا وغوزيبي بعد أن استنتجوا أنها القاتلة. أرسلت ماربل غلاديس بعيدًا لحمايتها من أن تصبح ضحية غريغ القادمة.

## ترجمات للرواية
- طبعة الأجيال أتت باسمين «شرخ في المرآة» ثم تحول العنوان إلى «المرآة المكسورة» الطبعة الرابعة 2004.
- ترجم الأديب الراحل عمر عبد العزيز أمين الرواية تحت عنوان «شرخ في المرآة» ونشرت من دار ميوزيك للطبع والنشر. وتحمل الرواية الرقم (57) ضمن السلسلة.